# Tavleøya

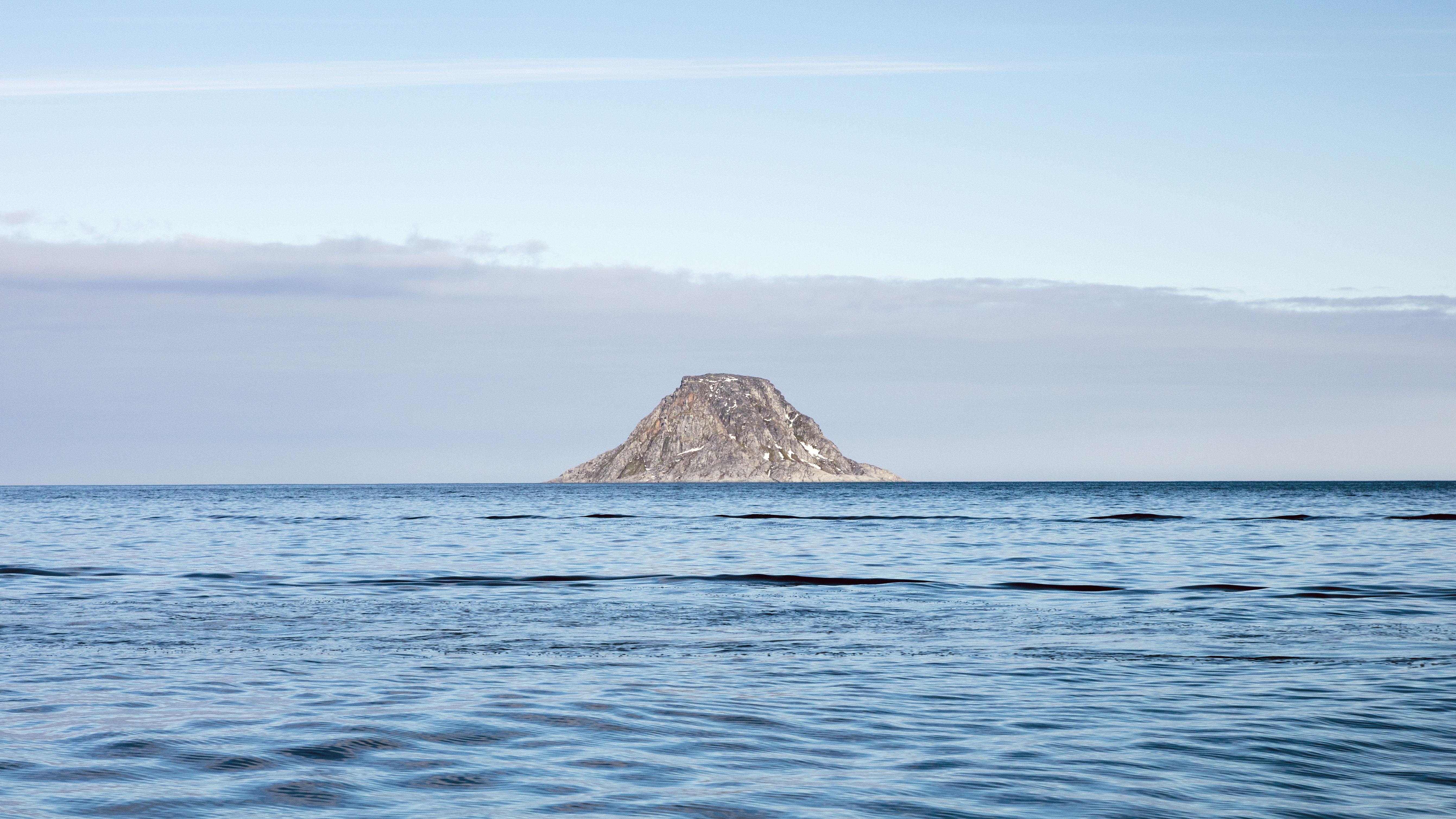

Tavleøya est une île de Norvège située dans l'Océan Arctique, tout au nord du Svalbard.
L'île se situe à 1 km à l'ouest de la pointe ouest de l'île Phippsøya.
Les Sjuøyane ainsi que ses eaux environnantes sont incluses dans la réserve naturelle de Nordaust-Svalbard.